# Joel Robles
Joel Robles Blázquez, född 17 juni 1990 i Leganés, är en spansk fotbollsmålvakt som spelar för saudiska Al-Qadsiah.

## Karriär
Den 5 juli 2018 värvades Robles av Real Betis, där han skrev på ett fyraårskontrakt. I augusti 2022 värvades Robles av Leeds United, där han skrev på ett ettårskontrakt.
Den 18 juli 2023 värvades Robles av saudiska Al-Qadsiah.

## Meriter

### Klubblag
Atlético Madrid
- Uefa Europa League: 2009/2010, 2011/2012
- Uefa Super Cup: 2010

Wigan Athletic
- FA-cupen: 2012/2013

### Landslag
- U21-EM: 2013